# (3551) Vérénia
(3551) Vérénia, internationalement (3551) Verenia, est un astéroïde Amor et aréocroiseur découvert en 1983 par Roy Scott Dunbar. Bien que Vérénia soit passé à moins 40 millions de km de la Terre au XXe siècle, il ne repassera pas si près durant tout le XXIe siècle. En 2028, il passera à moins de 0,025 ua de Cérès.
Vérénia a été nommé d'après le nom de la première vierge vestale consacrée par le roi romain légendaire Numa Pompilius.